# NGC 1309
NGC 1309 је спирална галаксија у сазвежђу Еридан која се налази на NGC листи објеката дубоког неба.
Деклинација објекта је - 15° 24' 0" а ректасцензија 3h 22m 6,3s. Привидна величина (магнитуда) објекта NGC 1309 износи 11,5 а фотографска магнитуда 12,3. Налази се на удаљености од 26,0000 милиона парсека од Сунца. NGC 1309 је још познат и под ознакама MCG -3-9-28, IRAS 03197-1534, PGC 12626.